# تاريخ قبرص القديم

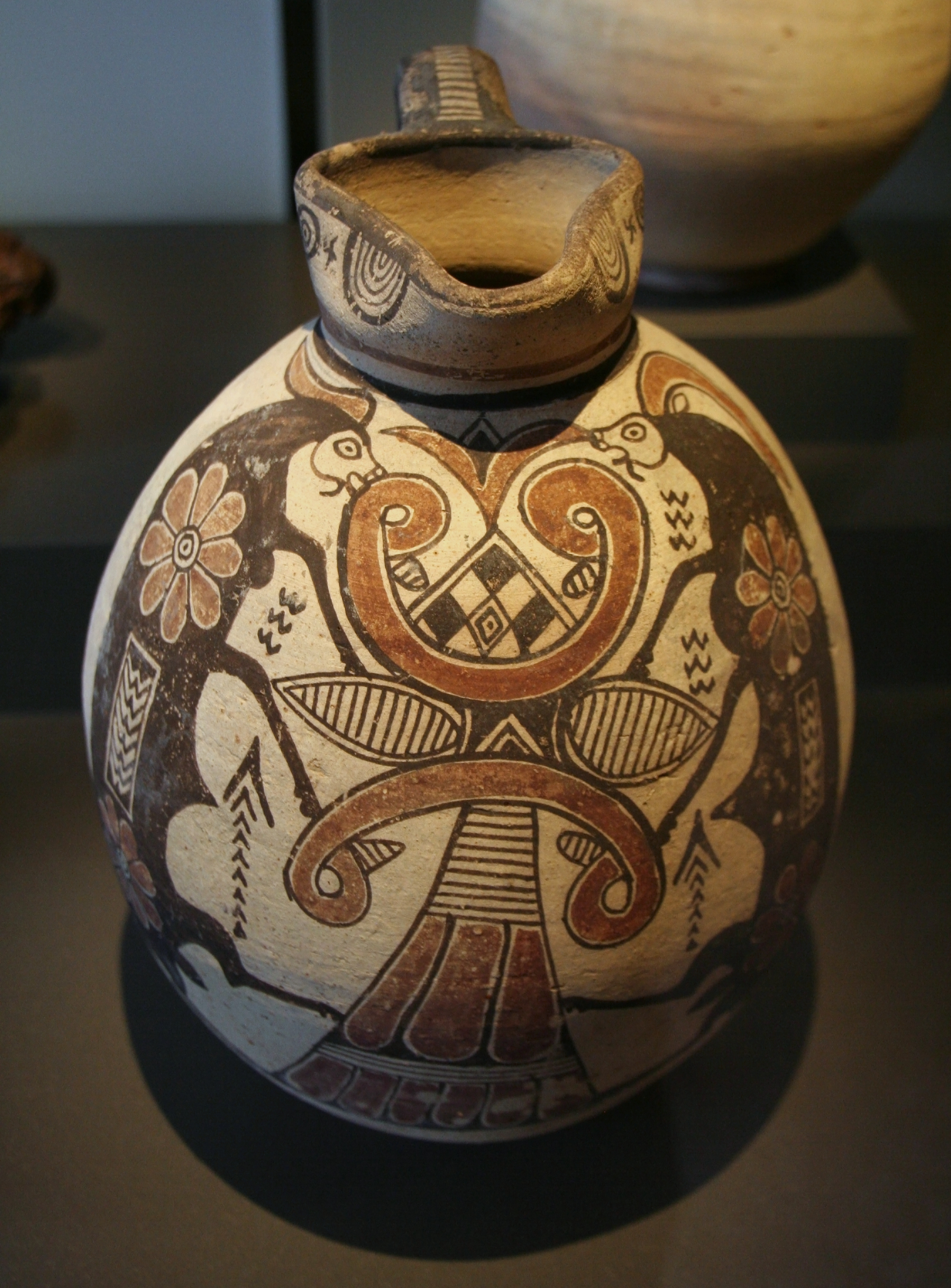
جرة عليها زخرفة من قبرص، 800-600 ق.م. المتحف الجديد، برلين.

يُظهر تاريخ قبرص القديم تطوراً مبكراً في العصر الحجري الحديث. يلاحظ هذا التطور بوضوح في بعض المستوطنات مثل شويروكويتا التي يعود تاريخها إلى الألف التاسع قبل الميلاد، وكالافاسوس التي يعود تاريخها لحوالي 7500 قبل الميلاد.
قُسِّم تاريخ قبرص القديم ابتداءً من عام 1050 ق.م إلى سبعة أجزاء وفقاً لأنماط الفخار الذي عُثر عليه في المواقع الأثرية:
- العصر القبرصي الجيومتري الأول: 1050-950 ق.م
- العصر القبرصي الجيومتري الثاني: 950-850 ق.م
- العصر القبرصي الجيومتري الثالث: 850-700 ق.م
- العصر القبرصي القديم الأول: 700-600 ق.م
- العصر القبرصي القديم الثاني: 600-475 ق.م
- العصر القبرصي الكلاسيكي الأول: 475-400 ق.م
- العصر القبرصي الكلاسيكي الثاني: 400-323 ق.م.

يعود تاريخ قبرص الموثق إلى القرن الثامن قبل الميلاد. فقد سجلت مدينة كاتيون الأثرية جزءًا من التاريخ القديم لقبرص على لوحة احتفلت بانتصار الملك الآشوري سرجون الثاني (722 ق.م - 705 ق.م) في 709 قبل الميلاد. يبدو أن الهيمنة الآشورية على قبرص قد بدأت في وقت أبكر من ذلك بكثير في عهد الملك تغلث فلاسر الثالث (727 ق.م - 744 ق.م)، وانتهت بسقوط الإمبراطورية الآشورية الحديثة في عام 609 ق.م، إذ حصلت ممالك مدن قبرص على الاستقلال مرة أخرى. خضعت قبرص للهيمنة المصرية لفترة وجيزة في القرن السادس قبل الميلاد، ثم وقعت تحت الحكم الفارسي رغم أن الفرس لم يتدخلوا في الشؤون الداخلية لقبرص، فتركوا لممالك المدن حرية سك عملتها الخاصة وشن الحروب فيما بينها. استمر الوضع على هذه الحال حتى أواخر القرن الرابع قبل الميلاد عندما قضى الإسكندر الأكبر على الإمبراطورية الفارسية.
ساهمت فتوحات الإسكندر في تسريع ظهور الثقافة الهيلينية في قبرص، لكن وفاته المبكرة في عام 323 ق.م أدت إلى فترة من الاضطرابات، إذ حدث صراع بين بطليموس الأول وديميتريوس الأول من أجل فرض النفوذ في تلك المنطقة، ولكن البطالمة سيطروا على قبرص بشكل كامل بحلول عام 294 قبل الميلاد، واستمرت قبرص تحت الحكم البطلمي حتى عام 58 قبل الميلاد، عندما أصبحت مقاطعة رومانية. خلال هذه الفترة الطويلة اختفت الصفات والمزايا الفينيقية والقبرصية الأصلية وأصبحت قبرص هيلينية تماماً. تحتل قبرص مكانة بارزة في تاريخ المسيحية الباكر، إذ كانت أول مقاطعة رومانية يحكمها حاكم مسيحي وذلك في القرن الميلادي الأول.

## التاريخ المبكر

### استيطان الميسيني
يقترح المؤرخ اليوناني القديم هيرودوت (القرن الخامس قبل الميلاد) أن مدينة كوريون التي تقع بالقرب من ليماسول الحالية قد أسسها مستوطنون إخيِّون من أرغوس. وهو الأمر الذي يدعمه اكتشاف مستوطنة تعود للعصر البرونزي المتأخر على بعد عدة كيلومترات من موقع بقايا مدينة كوريون الهلنستية، تشير الأدوات الفخارية والهندسة المعمارية إلى أن المستوطنين الميسينيين قد وصلوا إلى هناك بالفعل ما زاد عدد السكان في هذا الجزء من قبرص في القرن الثاني عشر قبل الميلاد. ورد اسم مملكة كوريون في قبرص على نقش حجري في مصر يعود إلى فترة الفرعون رمسيس الثالث (1186 ق.م - 1155 ق.م).

### الغزو الآشوري
تذكر أحد المصادر التاريخية القديمة التي عُثر عليها في مدينة كتيون الأثرية (لارنكا حالياً) في عام 1845 أن قبرص كانت تحت الحكم الآشوري، وتُخلد ذكرى انتصار الملك الآشوري سارجون الثاني (721 ق.م - 705 ق.م) في عام 709 ق.م على سبعة ملوك في أرض «لا»، إذ يُفترض أنَّ أرض «لا» هي الاسم الآشوري لقبرص، في حين أن هناك نقوشًا أخرى في قصر سرجون في خورس آباد تسميها بأرض «إيا».

### ممالك المدن المستقلة
حصلت قبرص على استقلالها بعد وفاة آشوربانيبال آخر ملك آشوري عظيم عام 627 ق.م. تُظهر المقابر الصخرية التي عثر عليها في عدد من المواقع الأثرية (تعود لحوالي 600 ق.م) التأثير الفينيقي، وتحتوي بعضها على بقايا خيول وعربات قديمة.
كانت أعظم الآلهة في قبرص القديمة هي الآلهة البابلية الآشورية عشتار، والتي تعرف عند الفينيقيين بعشتروت وعند الإغريق بأفروديت. وكان هوميروس يسميها الآلهة القبرصية، وظهرت صورها أيضاً على عملات سلاميس ما يدل على الانتشار الإقليمي الواسع لعبادة هذه الآلهة، وبالإضافة لذلك كان ملك مدينة بافوس نفسه كبير كهنة أفروديت. ومن بين الآلهة الأخرى المبجلة في قبرص عنات الفينيقية وبعل وإشمون وراشيف وميكال وميلكارت وحوثور المصري وثوث وبيس وبتاه، وتشاهد في المعابد القبرصية أيضاً تماثيل ونقوش لقرابين من الحيوانات وغيرها.

## الفترة المصرية
احتل المصريون قبرص في عهد أحمس الثاني عام 570 ق.م. تركت فترة الهيمنة المصرية القصيرة هذه تأثيراً هاماً على الفنون في قبرص وخاصة النحت، إذ يمكن ملاحظة الطراز المصري في الثياب، لكن الفنانين القبارصة تجاهلوا لاحقاً الطراز المصري لصالح الطراز اليوناني. تظهر الكثير من التماثيل والنقوش الحجرية مزيجاً من التأثير المصري واليوناني، خصوصاً تلك التي عثر عليه في جزيرة كريت القديمة.

## الفترة الفارسية
غزت الإمبراطورية الأخمينية الفارسية قبرص في عام 525 ق.م. احتفظ ملوك المدن القبرصية باستقلالهم في ظل الحكم الفارسي، بدأت الممالك القبرصية بسك عملاتها المعدنية في أواخر القرن السادس قبل الميلاد باستخدام نظام الموازين الفارسي. وربما يكون ملك سالاميس إيفلتون (560 ق.م - 25 ق.م) أول من سك عملات فضية أو برونزية في قبرص.
التزم ملوك قبرص بدفع الجزية لشاه فارس وتزويده بالجيوش والسفن أثناء حملاته العسكرية الخارجية، وهكذا ساهمت الممالك القبرصية بنحو 150 سفينة لدعم الحملة العسكرية الفارسية التي قادها خشایار الأول لغزو بلاد اليونان في عام 480 قبل الميلاد.

### الثورة الإيونية
شاركت جميع ممالك قبرص في الثورة الإيونية ضد الحكم الفارسي في عام 499 قبل الميلاد باستثناء مدينة أماتوس. قاد التمرد أونيسليوس شقيق ملك سالاميس. لكن الفرس سحقوا الجيوش القبرصية وفرضوا حصاراً على المدن المحصنة في عام 498 قبل الميلاد. استسلم أونيسليوس في النهاية بعد حصار دام خمسة أشهر.